# 自然精灵

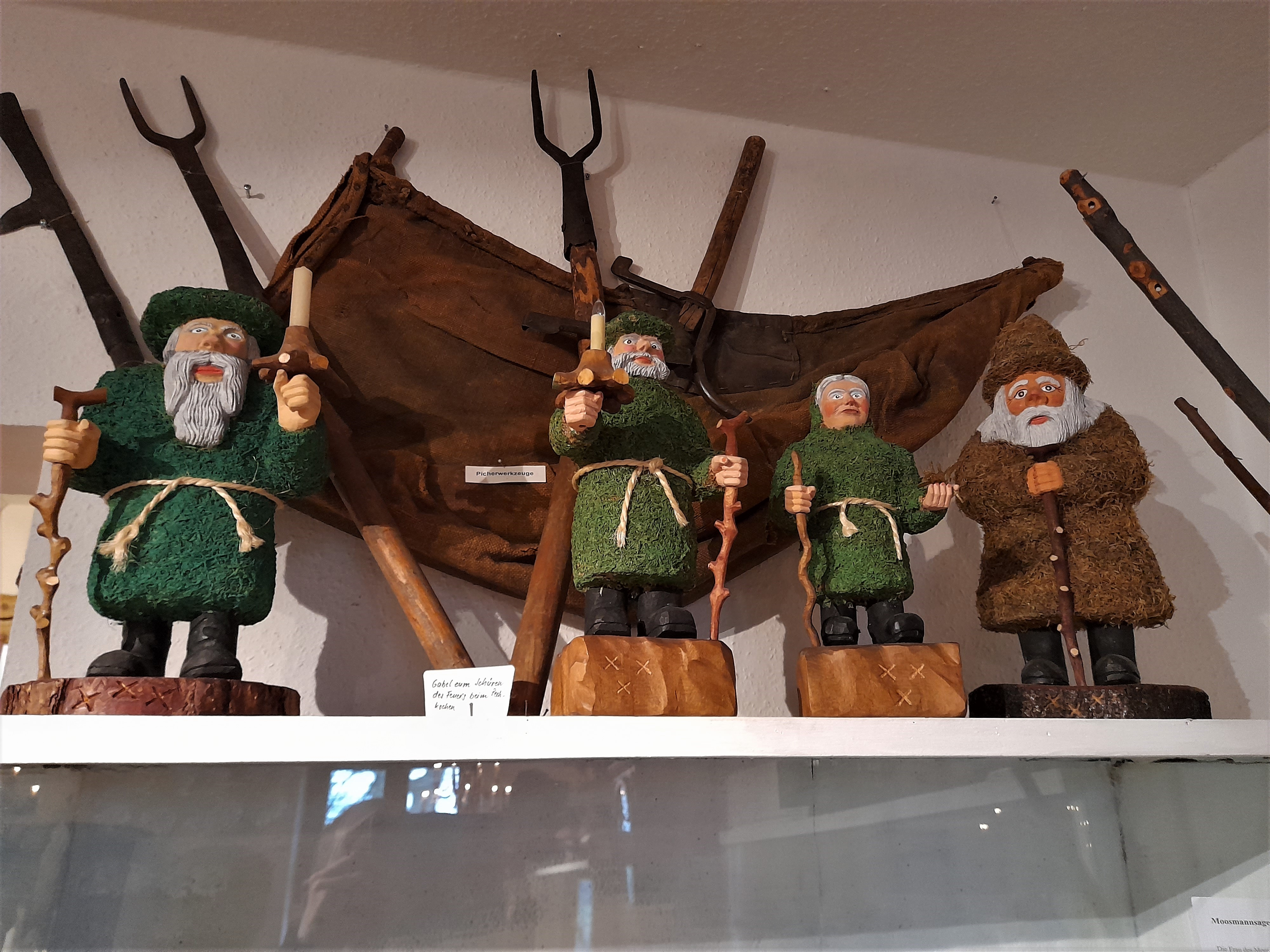
苔蘚人（Moosleute）—日耳曼民間傳說中的一種自然精靈

自然精灵（精霊/せいれい）是指存在于草木、动物、人、非生物、人造物等每一个事物中的超自然的存在。其他还有“被认为是万物根源的不可思议之气”。
古代就有认为万物有灵的泛灵论（精灵信仰），属于自然崇拜。能带来作物丰收等恩惠，但也能招致自然灾害等负面影响。古人将身边的好事和坏事看成是自然或精灵的意志。
亚洲包括中国亦有精的传说，其中亦有各种事物包括生物和非生物，只要活或保存百年、千年以上时间就会吸收自然界的精华成精，亦稱為精怪。東漢王充的《論衡》：「物之老者，其精為人。」表示萬物經過了年老的歲月或壽命，就能幻化成包括人類的樣貌。。

## 各种“精灵”
Elf
北欧神话的「elf」一詞在中文裡常為譯作「精靈」，往往會與其他名詞混淆而造成理解上的困擾。
Genie
Genie亦可譯作精靈，原為中東神話中的精靈，在古蘭經裡也有講到Genie。中東神話中偶爾被巫師拘禁在容器中。例如天方夜譚故事中老漁夫網獲一個壺裡的精靈、阿拉丁所持有戒指裡的戒靈、阿拉丁神燈藏在油燈裡的精靈。
Imp
通常譯為小鬼、小魔鬼、小惡魔，原指歐洲日爾曼神話一種愛惡作劇的小型鬼怪，但也有人譯為精靈。像冰與火之歌故事裡的侏儒被人稱為Imp，翻譯為小惡魔。
Fairy
小仙子，也可翻譯為精靈、妖精。體型很嬌小，只比昆蟲大一點，並有一種透明翅膀的傳說生物。體色透明並有對尖耳朵，擁有著蝴蝶般（或透明無色）的小翅膀，通常生活在森林。常見於童話故事，如彼得潘、仙履奇緣。
Elemental
Elemental有時也翻為精靈，其實應稱為元素。關於它的形態也是說法不一，每一隻都有一種屬性，也就代表了一種元素。
Spirit
泛指神明、惡魔和幽靈等一切沒有實體的存在，正確來說應該是靈，有些情況下會狹意指精靈。在日文漢字和ACG作品裡，“精靈”多半用來稱呼Spirit，而Elf和Fairy則被翻譯成“妖精”，以做區別。
修練成精之物
精怪。中國傳說的要角，以狐狸精為代表，和精靈一樣都有所謂的“精”字。它們是物類經過歲月修煉，產生了高智力，而且能变身成半人半怪，或甚至长期变身成人類的外貌。

## 流行文化的自然精灵

### 《魔法公主》的精靈
日本導演宮崎駿筆下作品《魔法公主》里，的精靈是一種身型矮小，耳朵又大又尖且外貌奇特的人型生物，邪魔神身上宛如觸手般的邪惡物質，以及使用粒子系統打造山獸神化身為螢光巨人時身上散發的顆粒。

### 《星耀学园》
《星耀学园》里，「星灵」是远从古至今一直存在于世界的精灵，会附身在有形体的生物或非生物上，引发各种异常的现象。

### 《发条精灵战记 天镜的极北之星》
《发条精灵战记 天镜的极北之星》的世界观里，精灵与人类结为伙伴共生。

## 脚注
1. ↑  広辞苑 第五版、「精霊」の項目
2. ↑  広辞苑 第五版、「精霊」の項目
3. ↑  健部伸明. . 奇幻基地. 2021年1月5日: 160. ISBN 9789869976619.
4. ↑  奇幻世界漫遊協會. . 譯者：黃昱翔. 楓樹林. 2016/09/01: 102. ISBN 9789865688523.
5. ↑  草野巧. . 奇幻基地. 2010/01/29: 262. ISBN 9789866275012.
6. ↑  .   [2011-10-10]. （原始内容存档于2019-05-21）.